# Allsång på gränsen
Allsång på gränsen (norska: Allsang på Grensen) var ett norskt allsångsprogram som sedan 2007 sänts från Halden på torsdagar på TV 2. Sedan 2011 sänds det även i Sverige på Sjuan.
Programmet är inspirerat av den svenska klassikern Allsång på Skansen och spelades tidigare in två dagar innan det visas på Sjuan. Från 2018 spelas det in en vecka innan det visas på Sjuan. Inspelningen sker på onsdagar vid Fredrikstens fästning. Programledare är sedan starten Katrine Moholt som mellan 2007 och 2009 ledde programmet tillsammans med Tommy Steine. Från och med 2010 tog man istället med en gästprogramledare till varje nytt programavsnitt. För publiken finns det 2 000 sittplatser framför scenen och totalt finns det plats för 10 000 personer. Husbandet "Hans orkester" leds av Hans Aaseth.
Sommaren 2022 sändes den sista allsångsprogrammet.

## Historik över tidigare medverkande

### 2007
Alejandro Fuentes, Arne Bendiksen, Bjelleklang, Bobbysocks, Christian Ingebrigtsen, Dance With a Stranger, D.D.E., Dusty Cowshit, Finn Kalvik, Freestyle, Gaute Ormåsen, Gustav Nilsen, Gylne Tider (TV2), Halvdan Sivertsen, Ingrid Bjørnov, Jenny Jensen, Jon Schau, Jorunn Stiansen, Jørn Hoel, Katrina Leskanich (Katrina and the Waves), Ole Evenrude, Ole Ivars, Postgirobygget, Return, Stein Ingebrigtsen, Sturla Berg Johansen, The Kids, Tone Damli Aaberge, Tony Hadley (Spandau Ballet), Tor Endresen, Trang Fødsel, Wig Wam.

### 2008
Alejandro Fuentes, Anita Hegerland, Banana Airlines, Benny Borg, Bjarne Brøndbo, Celine, D.D.E., Elisabeth Andreassen, Erik og Kriss, Erlend Bratland, Espen Lind, Gaute Ormåsen, Halvdan Sivertsen, Harpo, Henning Kvitnes, Hilde Heltberg, Jahn Teigen, Jonas Fjeld, Ketil Stokkan, Kurt Nilsen, Lill Lindfors, Luftforsvarets musikkorps, Lynn Anderson, Malin, Maria Haukaas Storeng, Ole Edvard Antonsen, Ole Evenrude, Ole Ivars, Rune Rudberg, Sissel, Smokie, Style, The Monroes, Tommy Nilsson, Tor Endresen, Venke Knutson, Wenche Myhre, Åge Aleksandersen, Åge Sten Nilsen.

### 2009[3]
A1, Alexander Rybak, Anita Hegerland, Anita Skorgan, Aqua, Bjelleklang, Carola, Cecilia Vennersten, Donkeyboy med Simone, Erik og Kriss, Lind – Fuentes – Nilsen – Holm, F.R. David, Finn Kalvik, Finn Wang, Hanne Krogh, Heine Totland, Helt Ærlig Gutta fra Waschera, Henning Kvitnes, Herreys, Jahn Teigen, Jan Eggum, Jan Johansen, Johnny Logan, Jørn Hoel, Karoline Krüger, Lillebjørn Nilsen, Maggie Reilly, Maria Arredondo, Maria Haukaas Storeng, Musikalen Mamma Mia, Olsen Brothers, Paperboys og Team Vinnie, Postgirobygget, Rune Larsen, Sputnik, The Ten Tenors, Timbuktu, Tomas Ledin, Tone Damli Aaberge, Tor Endresen, Torstein Sødal, Unit Five, Venke Knutson.

### 2010
Alexander Rybak, Bobbysocks, Lill-Babs, Wenche Myhre, Lisa Nilsson, Måns Zelmerlöv, Katie Melua och Peter Jöbak.  3 Busserulls, A1, Aleksander With, Bjørn Johan Muri, Bye og Rønning, Carsten Skjelbreid, Chand Torsvik, Charlotte Pirelli, Christian Skolmen, Elin Gaustad, Evelina Moholt, Gry Jannicke Jarlum, Hellbillies, Håvard Lilleheie, Inger Lise Rypdal, John Brungot, Klaus Sonstad, Kristian Valen, Kåre Conradi, Lena (Eurovisionvinnare), Linn Skåber, Madcon, Maria Haukaas Storeng, Nanna, Niklas Strömstedt, Ravi, Rednex, Salem al Fakir, Samantha Fox, The Baseballs, The Blacksheeps, The Ten Tenors, Trang Fødsel, Trine Rein, Vazelina Bilopphøggers, Venke Knutson, Yngvar Numme, Åge Sten Nilsen.
- Programledare: Katrine Moholt
- Gästprogramledare: Ravi, Håvard Lilleheie, John Brungot, Carsten Skjelbreid, Katrine Moholt, Yngvar Numme och Klaus Sonstad.[4]

### 2011
- 22 juni: Sven Nordin (gästprogramledare), Kurt Nilsen, Stella Mwangi, Terje Tysland, Eric Saade, Herman's Hermits
- 29 juni: Alexander Rybak (gästprogramledare), Dance With A Stranger, Didrik Solli-Tangen, Jahn Teigen, Anita Skorgan, Mats Paulson
- 6 juli: Øyvind Mund (gästprogramledare), Nik Kershaw, Dr. Alban, Olav Stedje, Vassendgutane, Tone Damli
- 13 juli: Sturla Berg-Johansen (gästprogramledare), Drängarna, Herborg Kråkevik, Bjøro Håland, Lisa Stokke, Bonnie Tyler
- 20 juli: Hans-Erik Dyvik Husby (gästprogramledare), Middle of the Road, Mo, Knut Anders Sørum, Alejandro Fuentes
- 27 juli: Peter Jöback (gästprogramledare), Erik og Kriss, Baseballs, Admiral P, Septimus
- 3 augusti: Bjarne Brøndbo (gästprogramledare), Carola Häggkvist, Charlotte Perrelli, Ingrid Bjørnov

### 2012
- 27 juni: Vinni (gästprogramledare), Madcon, Torstein Snekvik, Venke Knutson, Maria Haukaas Mittet, Hanne Sørvaag, Halvdan Sivertsen, Plumbo, Vidar Busk
- 4 juli: Øystein Dolmen (gästprogramledare), Tone Damli, Eric Saade, Elvira Nikolaisen, Franklin, Plumbo
- 11 juli: Heine Totland (gästprogramledare), Staut, Petter Øien, Bobby Bare, Silje Nergaard, Finn Kalvik, Alina Devecerski
- 18 juli: Didrik Solli-Tangen (gästprogramledare), TNT, Jenny Langlo, Pernilla Wahlgren, Espen Grjotheim, Eric Hutchinson, Emil Solli-Tangen, Benedicte Årving
- 25 juli: Jørn Hoel (gästprogramledare), Frida Amundsen, Christopher, Lisa Børud, Yohanna, Åge Sten Nilsen & venner, Mungo Jerry
- 1 augusti: Eldar Vågan (gästprogramledare), Sirkus Eliassen, Marion Ravn, Hanne Boel, Rein Alexander, Alexandra Joner
- 8 augusti: Tooji (gästprogramledare), D.D.E., Sval, Showgirls, Admiral P, Michael Learns to Rock

### 2013
- 19 juni: Sturla Berg-Johansen[5] (gästprogramledare), Carola, Kurt Nilsen, Marion Ravn, Ask Embla, besök från föreställningen "Annie", Opus
- 26 juni: Kristoffer Tømmerbakke (Erik og Kriss) (gästprogramledare), Postgirobygget, Erik og Kriss, Darin, Passenger, Billy Ocean, Adelén
- 3 juli: John Brungot (gästprogramledare), Staut, Cir.Cuz, Robin Stjernberg, Alexander Rybak, Bobby Kimball från Toto, Robin Beck
- 10 juli: Gunnar Greve (gästprogramledare), Jamie Cullum, Marcus og Martinus, Petra Marklund, Anne Nørdsti, Kaveh, Nils Noa feat. Vinni, Stage Dolls
- 17 juli: Tommy Nilsson (gästprogramledare), Eric Saade, Martin Halla, The Rembrandts, besök från föreställningen Pippi Langstrømpe, Siri Vølstad Jensen, Vassendgutane
- 24 juli: Gaute Grøtta Grav (gästprogramledare), Sten & Stanley, Jenny Langlo[6], Trang Födsel[7][8], Lisa Nilsson, Gabrielle, DJ Broiler
- 31 juli: Yosef (Madcon) (gästprogramledare), Anita Skorgan, Sean Banan, Tone Damli[9], Emmelie de Forest[10], Ole Evenrud[11], Madcon, Astrid S

### 2014
- 4 juli: Angelina Jordan, Lasse Stefanz, Adelen, East 17, Johnny Logan, Arne Garvang, Lars Kilevold & Dag Ingebrigtsen
- 11 juli: Bonnie Tyler, D.D.E., Boney M, Nik Kershaw & Henning Kvitnes
- 18 juli: Sandra Lyng Haugen, Idol-dommer medley, Sivertsen og Eggum, Chesney Hawkes, Anne-Li Ryde & Alcazar
- 25 juli: Maj Britt Andersen, Lisa Stokke, Venke Knudson & Jørn Hoel/Steinar Albrigtsen
- 1 augusti: Katrina and the waves, Emmelie de Forest, Unik 4, Maria og Torstein Sødal, Andreas Johnson & Trang Fødsel/Hans Petter
- 8 augusti: Plumbo, Sval, Rita Eriksen, Vidar Johnsen, Christer Sjögren
- 15 augusti: Tom Mathisen, Limahl, Samuel Ljungblahd, Marcus & Martinus, Meja, Jack Vreesvijk

### 2015
Det var den femte säsongen och den sändes i sju delar: 
- 3 juli: Jonas Fjeld, Lou Bega, Postgirobygget, Kurt Nilsen, Sandra Lyng, Rita Eriksen och Herreys var på scenen. Ari Behn var gästprogramledare.
- 10 juli: Øyvind Blunck (gästprogramledare), Reidun Sæther, Isac Elliot, Hanne Krogh, och 3 tenorer; Jan Erik Fillan, Thomas Ruud, Marius Roth Christensen, Marianne Antonsen, Helene Bøksle, Level 42, Jace Everett
- 17 juli: Alejandro Fuentes (gästprogramledare), Lill Lindfors, Nico D, D.D.E., Modern Talking
- 24 juli: Zahid Ali (gästprogramledare), Bo Kaspers Orkester, Loreen, Odd Nordstoga, Plumbo, Freddy Kalas, Odd Nordstoga, Morgan Sulele
- 31 juli: Ole Paus (gästprogramledare), Smokie, Katastrofe, Alexandra Joner, Lissie, Zara Larsson, Innertier
- 7 augusti: Frode Alnæs (gästprogramledare), Wenche Myhre, Inger Lise Rypdal, Frode Alnæs och Elg från Dance With a Stranger, Staysman och Lazz, Tone Damli, Suite 16, Mathea-Mari
- 14 augusti: Peter Jöback (gästprogramledare), Helen Sjöholm, Vazelina Bilopphøggers, Attack, Christer Sjögren, Jesper Jenset, Katastrofe och Marcus & Martinus.

### 2016
Carsten Schelbreid, Øyvind Blunck og Åge Steen Nilsen (gästprogramledare), Nico & Vinz, Angelina Jordan, Marcus & Martinus, Alexandra Joner, Adelén, Tone Damli, Kate Gulbrandsen, Finn Schøll (gästprogramledare), D.D.E., Freddy Kalas, Suite 16, Boney M, Tommy Steine (gästprogramledare), Lars Erik Blokkhus, Vidar Busk, Stephen Ackles & Paal Flaata (Elvis-tribut), Alexandra Joner, Christian Ingebrigtsen, The Weather Girls, Venke Knutson, Måns Zelmerlöw, den norska Idolvinnaren Marius Samuelsen, Marcus Bailey (gästprogramledare), Jan Eggum, Samantha Fox, Henning Kvitnes med dottern Sanne Kvitnes, Innertier, Paul Young, Stian Staysman (gästprogramledare) Morten Abel, Eva Weel Skram, The Main Level, Staysman, Erik & Kriss, Katastrofe, Stian Blipp (gästprogramledare) & Atle Pettersen, Secret Garden, Bobbysocks, Alexander Rybak, Morgan Sulele, Wenche Myhre, Bonnie Tyler och Det Norske Blåseensemble.

### 2017
- 30 juni[15]: Frithjof Wilborn, Sissel Kyrkjebø, CC Cowboys, Sandra Lyng och Morgan Sulele, Petter Katastrofe, AJR, Great Garlic Girls (YMCA) och Lars Erik Blokkhus (Plumbo).[14]
- 7 juli: Isac Elliot, Henning Kvitnes, Eva Weel Skram, Baccara, Jørn Hoel, Vilde och Alexandra Joner.
- 14 juli: Freddy Kalas, Vilde och Anna, Benny Borg, Queen-musikal med bland annat Åge Sten Nilsen och Admiral P.
- 21 juli: Eilev Bjerkerud, Odd Nordstoga, Thomas Anders - Modern Talking, Lisa Ekdahl, Skei och PT och Øivind Elgenes.
- 28 juli: Lothepus, Lissie, Cir.Cuz, Angelina Jordan och Cotton Eye Joe.
- 4 augusti: Tor Endresen, The Main Level, Les Miserables (André Søfteland, Hans Marius Hoff Mittet, Håvard Bakke, Haddy Njie, Karin Park, Marion Ravn, Jenny Langlo, Amanda Kdingo, Dennis Storhøi, Mariann Hole), Knut Erik Østgård från Return, Jenny Berggren från Ace of Base, Vidar Villa och Finn Kalvik.
- 11 augusti: Johnny Logan, D.D.E., Alexander Rybak och Anita Skorgan, Christian Ingebrigtsen, Espen Grjotheim och Reiden Sæther.

### 2018
- 4 juli (27 juni): Ronan Keating, Las Ketchup, John Brungot, D.D.E., Arne Hurlen från Postgirobygget och Carola Häggkvist. Gästprogramledare: Kristian Valen.
- 11 juli (4 juli): Åge Aleksandersen och Sambandet, Freddy Kalas, The Main Level, Eva Weel Skram, Odd Nordstoga och John Brungot. Gästprogramledare: Samuel Massie.
- 18 juli (11 juli): E-Type, Emilia, A1, Halvdan Sivertsen, Mads Hansen, Summernightsgjengen Øivind Blunck, Charlotte Brænna, Bjørnar Reime, Håvard Eikeseth, John Masaki, Mari Haugen Smestad och Trine Bariås. Gästprogramledare: Aune Sand.
- 25 juli (18 juli): Dance With a Stranger, Alexander Rybak, Gunilla Backman, Ella och Magnus, Lisa Stokke och Tor Endresen och Anne-Sophie Endresen. Gästprogramledare: Øivind Elgenes.
- 1 augusti (25 juli): Morten Abel, Stavangerkameratene, Vidar Johnsen, Adam Douglas, John Brungot, Idde Schultz, Vilde och Anna, Thea och Oselie. Gästprogramledare: Alex Rosèn.
- 8 augusti (1 augusti): Vidar Villa, Pål Flåta, Stephen Ackles och Vidar Busk, John Brungot, ZadeKing och Flashdance med Heidi Ruud Ellingsen och dansgruppen Absence. Gästprogramledare: Tore Petterson.
- 15 augusti (8 augusti): Tshawe, Amy Diamond, Claudia Scott, John Brungot, Trine Rein, Tone Damli, Silya, Christel Alsos och Hans Petter Aaserud från Trang Fødsel. Gästprogramledare: Ivar Dyrhaug.

### 2019
- 5 juli
- 12 juli
- 19 juli (17 juli): Kavin Haugan, Stavangerkameratene, Katrina från Katrina & The Waves, Halvdan Sivertsen och Jan Eggum, 4 ever U. Gästprogramledare: Einar Nilsson
- 26 juli (24 juli): Jørn Hoel, A1, HADDAWAY, Tommy Nilsson, Keiino. Gästprogramledare: Christian Ingebrigtsen
- 2 augusti (31 juli): Da Buzz, Hanne Krogh, Vidar Villa, Henning Kvitnes, Trygve Skaug, The Sound of Music-ensemblen, Johannes & Selma. Gästrogramledare: Jan Thomas.

### 2020[16][17][18]
- 1 juli: Åge Aleksandersen, TIX, Freddy Kalas, Anita Skorgan och Elisabeth Andreassen.
- 8 juli: Magnus Grønneberg, Ulrikke Brandstorp, Eva Weel Skram, Odd Nordstoga och Vidar Villa. Gästprogramledare: Stian Thorbjørnsen[19]
- 15 juli: Morgan Sulele, Henning Kvitnes, Nico D, Trang Fødsel, Alejandro Fuentes, Admiral P.
- 22 juli: Adam Gryting, Trine Rein, D.D.E. och Jørn Hoel. Helene Bøksle, Heine Totland och Thomas Brøndbo, Linni Meister och Carina Dahl, Festgjengen, Arne Hurlen + Kuselofte, Rune Rudberg, Lars Blokkhus, Dag Ingebrigtsen.
- 29 juli: Raylee Kristiansen, Rotlaus, Tom Mathisen, Maria Haukaas Mittet och Lars Bremnes, Didrik Solli-Tangen, Ingeborg Walther. Tor Endresen. Gästprogramledare: Stian Thorbjørnsen.[20]
- 5 augusti: Keiino, El Papi, Sandra Lyng, Marion Raven, Karoline Krüger, Wenche Myhre, Rein Alexander. Eirik Søfteland, Bølgen. Gästprogramledare: Stian Thorbjørnsen.[21]
- 12 augusti: Staysman & Lazz, Stavangerkameratenem, Gaute Ormåsen, Alexander Rybak, Tone Damli, Marie Klåpbakken.

### 2021[22][23]
- 23 juni: Marcus & Martinus, eMMa, Ulrikke, SISSEL, Bjørn Eidsvåg, Åge Aleksandersen, Violet Road
- 30 juli: TIX, Margaret Berger, Musikalen Mamma Mia, Morgan Sulele, Peder Elias, Bettanita – Elisabeth (Bettan) Andreassen och Anita Skorgan
- 7 juli: Freddy Kalas, Hanne Boel, Knut Marius Djupvik, Halva Priset, Vidar Villa, Eva Weel Skram
- 14 juli: Hans Petter Aaserud, Marion Ravn, Alexander Rybak, Eagle-Eye Cherry, Linnea Dale, Sebastian Zalo, Trygve Skaug
- 21 juli: Stavangerkamaratene, Jonas Fjeld, Gaute Ormåsen, Elg, Atle Pettersen, Jorn (Jørn Lande), Smith & Thell, Maria Solheim
- 28 juli: Keiino, Hagle, Wenche Myhre, Morten Abel, Unni Wilhelmsen, Blåsemafian, Mario S
- 31 juli: Hanne Krogh, Elvira Nicolaisen, Staysman, Ole Hartz, Josefine & Oskar (vinnare av Melodi Grand Prix Junior 2021), Daniel Kvammen, Admiral P og Henning Kvitnes

### 2022[23][24]
Speciell gäst varje allsångskväll är Brannbamsen Bjørnis.
- 22 juni: Odd Nordstoga, Angelina Jordan, Gyllene Style, Marcus & Martinus, Lukas Graham, Alexandra Rotan
- 29 juni: Stavangerkameratene, Loreen, Didrik Solli-Tangen, Morgan Sulele, Tone Damli, D.D.E.
- 6 juli: eMMa, Ulrikke Brandstorp, Johnny Logan, Vidar Villa, Kurt Nilsen, NorthKid
- 13 juli: KEiiNO, Eva Weel Skram, A1, Arne Hurlen från Postgirobygget, Bjørn Eidsvåg, Josefine & Oskar, Thea, Ole Runar Gillebo
- 20 juli: TIX, Subwoolfer, Daniel Kvammen, Carina Dahl, Staysman, William, Erik og Kriss
- 27 juli: Wig Wam, Freddy Kalas, Henning Kvitnes, Ronan Keating, Agnete, Marion Ravn & Humle
- 30 juli: Blåsemafian, Hagle, ZadeKing, Halva Priset, BobbySocks, Secret Garden med Espen Grjotheim og Cathrine Iversen, SISSEL

### Fotnoter
1. ↑  Slutt for Allsang på grensen (på norska), TV 2 Direkte, 25 januari 2022, läs online.[källa från Wikidata]
2. ↑  ”Allsang på grensen tas av skjermen” (på norska). Nettavisen. 25 januari 2022. https://www.nettavisen.no/livsstil/allsang-pa-grensen-tas-av-skjermen/s/12-95-3424236429. Läst 2023-08-12=.
3. ↑  Allsång på gränsen (2009)
4. 1 2  ”Arkiverade kopian”. Arkiverad från originalet den 16 juni 2010. https://web.archive.org/web/20100616065648/http://bohuslaningen.se/kulturnoje/1.859727-allsangen-pa-gransen-lockar-storpublik. Läst 14 augusti 2013.
5. ↑  standup.no Arkiverad 25 mars 2013 hämtat från the Wayback Machine.
6. ↑  Jenny Langlo på Youtube
7. ↑  Trang Födsel på Youtube
8. ↑  Trang Födsel på Youtube
9. ↑  Tone Damli: Winner of a loosing game på Youtube
10. ↑  TV2 Norge: Eurovisionvinner Emmelie - Jeg kommer ikke til å stille igjen
11. ↑  Ole Evenrud: Det va'kke min skyld på Youtube
12. ↑  Allsång på gränsen Arkiverad 8 juli 2017 hämtat från the Wayback Machine., TV4, 2015-07-03
13. ↑  Artister Aallsang på Grensen
14. 1 2  Arister allsang på grensen
15. ↑  ”Start 30 juni 2017.”. Arkiverad från originalet den 31 augusti 2017. https://web.archive.org/web/20170831120422/http://www.hemmets.se/tv-sommaren-2017/. Läst 5 juli 2017.
16. ↑  Allsång på gränsen, Allatvkanaler.
17. ↑  Allsång på gränsen, tv.nu.
18. ↑  Artister Allsang på Grensen. Artister 2020:
19. ↑  Allsång på gränsen. Säsong 14 Avsnitt 2, tv24.se
20. ↑  Allsång på gränsen. Säsong 14 Avsnitt 5, tv24.se
21. ↑  Allsång på gränsen. Säsong 14 Avsnitt 6, tv24.se
22. ↑  Här är alla artister som gästar Allsång på Gränsen i Norge 2021, Hänt.se. Läst 2022-07-18. Publicerat 2022-06-22.
23. 1 2  Artister Allsang på Grensen, allsangpagrensen.no . Läst 2022-07-18.
24. ↑  Allsång på gränsenTV Serie från 2022 Katrine Moholt och John F. Brungot Läst 2022-07-18.